# رودي يورك
رودي يورك (بالإنجليزية: Rudy York) هو لاعب كرة قاعدة أمريكي، ولد في 17 أغسطس 1913 في راغلاند في الولايات المتحدة، وتوفي في 5 فبراير 1970 في روما في الولايات المتحدة بسبب سرطان الرئة.

## وصلات خارجية
- رودي يورك على موقع دوري كرة القاعدة الرئيسي (الإنجليزية)
- رودي يورك على موقعبيزبول رفرنس.كوم (الدوري الرئيسي) (الإنجليزية)
- رودي يورك على موقعبيزبول رفرنس.كوم (الدوري الثانوي) (الإنجليزية)
- رودي يورك على موقع جمعية أبحاث البيسبول الأمريكية (الإنجليزية)
- رودي يورك على موقع قاعة جورجيا للمشاهير الرياضية (مؤرشف) (الإنجليزية)